# Jean-Paul van Gastel
Jacobus Johannes Martinus Paulus „Jean-Paul” van Gastel (ur. 28 kwietnia 1972 w Bredzie) – holenderski piłkarz grający na pozycji defensywnego pomocnika.

## Kariera klubowa
Van Gastel pochodzi z miasta Breda, a jego pierwszym klubem w karierze był tamtejszy amatorski zespół o nazwie Boeimeer. Niedługo potem trafił do juniorów bardziej znanego NAC Breda, jednak nie zdołał przebić się do pierwszej drużyny. Przeszedł więc do Willem II Tilburg i tamże zadebiutował w Eredivisie, 27 stycznia 1991 w wygranym 5:0 meczu z FC Den Haag. Do pierwszej jedenastki Willem II van Gastel wdarł się już w kolejnym sezonie i od tego czasu miał niepodważalne miejsce na środku pomocy klubu z Tilburga. Grał tam przez 5,5 roku, jednak w tych czasach Willem II był jedynie ligowym średniakiem, toteż nie osiągał większych sukcesów.
Dobra gra w Tilburgu została zauważona także w Rotterdamie i jeszcze zimą 1996 roku Jean-Paul przeniósł się do tamtejszego Feyenoordu. W Feyenoordzie van Gastel początkowo był rezerwowym, ale dopiero w sezonie 1997/1998 byłsnął na tyle wysoką formą, że grał już dużo częściej. Zasłynął wówczas z dobrze bitych rzutów wolnych i dzięki nim zdobył większość ze swoich 9 ligowych goli. Rok później powiększył dorobek bramkowy i strzelił ich 10 oraz był liderem drużyny, która pewnie z 15 punktami przewagi nad Willem II wywalczyła mistrzostwo Holandii. W sezonie 1999/2000 van Gastela prześladowały kontuzje, toteż grał już dużo mniej. Z Feyenoordem wystąpił w rozgrywkach Ligi Mistrzów, jednak dotarł do zaledwie drugiej rundy fazy grupowej. W sezonie 2000/2001 stracił niemal całkowicie miejsce w składzie i rozegrał jedynie 4 mecze (zdobył 1 gola), a zimą 2002 postanowił odejść z klubu. Przeszedł wówczas do klubu włoskiej Serie B, Ternany Calcio, gdzie jednak rozegrał tylko 7 meczów. W rundzie jesiennej sezonu 2002/2003 van Gastel był graczem Como Calcio, jednak na boiskach Serie A nie pojawił się ani razu i zimą wrócił do ojczyzny. Tylko przez pół sezonu bronił barw De Graafschap i w kwietniu przegranym 1:6 meczem z PSV Eindhoven zakończył piłkarską karierę.
| Sezon   | Klub              | Kraj     | Rozgrywki  | Mecze | Bramki |
| ------- | ----------------- | -------- | ---------- | ----- | ------ |
| 1990/91 | Willem II Tilburg | Holandia | Eredivisie | 8     | 0      |
| 1991/92 | Willem II Tilburg | Holandia | Eredivisie | 26    | 2      |
| 1992/93 | Willem II Tilburg | Holandia | Eredivisie | 28    | 1      |
| 1993/94 | Willem II Tilburg | Holandia | Eredivisie | 23    | 2      |
| 1994/95 | Willem II Tilburg | Holandia | Eredivisie | 34    | 3      |
| 1995/96 | Willem II Tilburg | Holandia | Eredivisie | 18    | 7      |
| 1995/96 | Feyenoord         | Holandia | Eredivisie | 13    | 1      |
| 1996/97 | Feyenoord         | Holandia | Eredivisie | 23    | 3      |
| 1997/98 | Feyenoord         | Holandia | Eredivisie | 32    | 9      |
| 1998/99 | Feyenoord         | Holandia | Eredivisie | 27    | 10     |
| 1999/00 | Feyenoord         | Holandia | Eredivisie | 22    | 1      |
| 2000/01 | Feyenoord         | Holandia | Eredivisie | 4     | 1      |
| 2001/02 | Feyenoord         | Holandia | Eredivisie | 0     | 0      |
| 2001/02 | Ternana Calcio    | Włochy   | Serie B    | 7     | 0      |
| 2002/03 | Como Calcio       | Włochy   | Serie A    | 0     | 0      |
| 2002/03 | De Graafschap     | Holandia | Eredivisie | 13    | 2      |

## Kariera reprezentacyjna
W reprezentacji Holandii van Gastel zadebiutował 31 sierpnia 1996 w zremisowanym 2:2 meczu z Brazylią. W reprezentacji na ogół grał rzadko z powodu dużej konkurencji w środku pomocy, w której grali zazwyczaj tacy zawodnicy jak choćby Edgar Davids czy Clarence Seedorf. Ostatni mecz w kadrze rozegrał także z Brazylią i także padł remis 2:2. Ogółem w reprezentacji „Oranje” Jean-Paul wystąpił w 5 meczach i zdobył 2 gole (w debiucie z Brazylią oraz w drugim meczu w kadrze, wygranym 2:0 z RPA).